# Val-de-Dagne
Val-de-Dagne – gmina we Francji, w regionie Oksytania, w departamencie Aude. W 2013 roku liczba ludności wynosiła 728 mieszkańców. 
Gmina została utworzona 1 stycznia 2019 roku z połączenia dwóch ówczesnych gmin: Montlaur oraz Pradelles-en-Val. Siedzibą gminy została miejscowość Montlaur. 